# Kira Revo+
Kira☆Revo+ (きら☆レボ+, kirarebo purasu, "Kila Revo Mais") foi um mini-drama adaptado em live-action do anime Kilari (Kirarin Revolution), e estreou entre abril de 2007 até janeiro de 2009 no bloco infantil Oha Suta da TV Tokyo. Os seiyū (dubladores) do anime interpretaram os personagens em "live-action" nos mini-episódios de dez minutos.

## Enredo
Tsukishima Kirari é uma jovem estudante do ensino médio que quer se tornar um ídolo para se aproximar de um cantor famoso que ela se apaixonou. Kira☆Revo+ narra o quotidiano de Kirari e seus amigos.

## Ficha técnica
- Título: Kira☆Revo+
- Título original: きら☆レボ+
- Canal: TV Tokyo (no bloco infantil Oha Suta)
- Música: Tsukishima Kirari starring Kusumi Koharu (Morning Musume), SHIPS, MilkyWay, Kira☆Pika
- País de origem: Japão

## Elenco
- Koharu Kusumi: Kirari Tsukishima
- Takuya Ide: Hiroto Kazama
- Shikō Kanai: Seiji Hiwatari
- Mai Hagiwara: Hikaru Mizuki
- Sayaka Kitahara: Noel Yukino
- Yū Kikkawa: Cobeni Hamasaki

## Episódios
1. - Kirari Happy☆彡
2. - Kira☆Pika Story
3. - Kirari and Mysterious Ring
4. - Noeru Story
5. - Cobeni Story
6. - Papancake story
7. - Road to Kirarin Live
8. - Rute-Rute-kozō
9. - Kirari and Hiroto Story
10. - SHIPS Story (Kimi ga iru ~ Special Noël)